# Chirurgie oculoplastique
La chirurgie oculoplastique (ou oculoplastie) est une spécialité de l’ophtalmologie, chirurgie plastique et chirurgie maxillo-faciale qui s’occupe de la chirurgie réparatrice et plastique de l'œil et de ses annexes.
Les chirurgiens en oculoplastie exécutent des procédures telles que la réparation des paupières, la désobstruction de conduit lacrymal, la réparation des ruptures orbitales, l'exérèse des tumeurs dans (et autour) des yeux, et des procédures de rajeunissement (blépharoplastie, canthoplastie, toxine botulique), ou autres procédures plastiques (blépharoplastie asiatique).